# لاتویاس کرایبانکا
لاتویاس کرایبانکا (به لتونیایی: Latvijas Krājbanka) شرکت خدمات مالی و بانکداری لتونیایی است، که در سال ۱۹۲۴ تحت نام پست بانک لتونی تأسیس شد. در دوره جمهوری سوسیالیستی لتونی شوروی تحت نام‌های مختلف به فعالیت خود ادامه داد. در فاصله سال‌های ۱۹۹۷ تا ۲۰۰۳ به یک بانک خصوصی تبدیل شد.
شعبه مرکزی لاتویاس کرایبانکا در شهر ریگا، لتونی قرار دارد و بخشی از سهام آن در بازار بورس نزدک اوام‌اکس معامله می‌شود.
بزرگترین سهامداران لاتویاس کرایبانکا؛ بانک لیتوانیایی اسنوراس و تاجر روس ولادیمیر آنتونوف می‌باشند. این بانک دارای ۱۵۵ شعبه در کشور لتونی است.